# Jessica Scheel
Jessica María Scheel Noyola (sinh ngày 13 tháng 1 năm 1990 tại Guatemala) là một người mẫu và một hoa hậu đến từ Guatemala. Cô đã tham gia thi đấu tại các cuộc thi như Hoa hậu Guatemala, Hoa hậu Trái Đất 2007 và Hoa hậu Hoàn vũ 2010.

## Cuộc thi

### Hoa hậu Guatemala 2010
Jessica dự thi Hoa hậu Guatemala 2010, nơi cô đăng quang với tư cách là Hoa hậu Quốc tế Guatemala 2010 trong một cuộc thi được tổ chức tại thủ đô Guatemala vào ngày 25 tháng 4 năm 2010. Nữ hoàng sắc đẹp kỳ cựu này trước đó đã đại diện cho Guatemala tại cuộc thi Hoa hậu Trái Đất 2007 nhưng không thành công. Trách nhiệm đại diện cho Guatemala ban đầu được trao cho Alejandra Barillas, nhưng chấn thương ở chân khiến cô không thể tham gia cuộc thi.

### Hoa hậu Hoàn vũ 2010
Vì Barrillas không thể tham gia Hoa hậu Hoàn vũ 2010, cô đã được thay thế bởi Scheel. Scheel nằm trong Top 15, phá vỡ chuỗi 26 năm không có được vị trí cao cho Guatemala tại các cuộc thi sắc đẹp. Jessica sau đó đã được lọt vào trong Top 10. Trong cuộc thi trang phục dạ hội, tên của cô đã được nêu lên không chính xác là "Jessica Torres".